# Liza Minnelli
Liza May Minnelli (/ˈlaɪzə mɪˈnɛlɪ/, sinh ngày 12 tháng 3 năm 1946) là một diễn viên và ca sĩ người Mỹ được biết đến nhiều nhất với vai diễn Sally Bowles trong bộ phim âm nhạc năm 1972 Cabaret, với giải Oscar cho nữ diễn viên chính xuất sắc nhất.

## Sự nghiệp điện ảnh

### Phim
| Năm  | Phim                                                               | Vai diễn                          | Ghi chú |
| ---- | ------------------------------------------------------------------ | --------------------------------- | --- |
| 1949 | In the Good Old Summertime                                         | Baby                              | Không được ghi danh |
| 1954 | The Long, Long Trailer                                             | Wedding Guest                     | Trong các cảnh lược bỏ |
| 1967 | Charlie Bubbles                                                    | Eliza                             | |
| 1969 | The Sterile Cuckoo                                                 | 'Pookie' (Mary Ann) Adams         | David di Donatello for Best Foreign Actress Kansas City Film Critics Circle Award for Best Actress Mar del Plata Film Festival Award for Best Actress Nominated — Academy Award for Best Actress Nominated — BAFTA Award for Most Promising Newcomer to Leading Film Roles Nominated — Golden Globe Award for Best Actress – Motion Picture Drama |
| 1970 | Tell Me That You Love Me, Junie Moon                               | Junie Moon                        | |
| 1972 | Cabaret                                                            | Sally Bowles                      | Academy Award for Best Actress BAFTA Award for Best Actress in a Leading Role David di Donatello for Best Foreign Actress Golden Globe Award for Best Actress – Motion Picture Musical or Comedy Sant Jordi Award for Best Performance in a Foreign Film                                                                                          |
| 1974 | Just One More Time                                                 | (Chính mình)                      | uncredited (short subject) |
| 1974 | That's Entertainment!                                              | (Chính mình, lồng tiếng)          | |
| 1974 | Journey Back to Oz                                                 | Dorothy                           | voice (recorded in 1963, released in the U.S. in 1974) |
| 1975 | Lucky Lady                                                         | Claire                            | Đề cử — Golden Globe Award for Best Actress – Motion Picture Musical or Comedy |
| 1976 | Silent Movie                                                       | (Chính mình)                      | |
| 1976 | A Matter of Time                                                   | Nina                              | |
| 1977 | New York, New York                                                 | Francine Evans                    | Nominated — Golden Globe Award for Best Actress – Motion Picture Musical or Comedy |
| 1981 | Arthur                                                             | Linda Marolla                     | Nominated — Golden Globe Award for Best Actress – Motion Picture Musical or Comedy |
| 1983 | The King of Comedy                                                 | (Chính mình)                      | scenes deleted |
| 1984 | The Muppets Take Manhattan                                         | (Chính mình)                      | |
| 1985 | That's Dancing!                                                    | MC                                | |
| 1988 | Rent-a-Cop                                                         | Della Roberts                     | Golden Raspberry Award for Worst Actress |
| 1988 | Arthur 2: On the Rocks                                             | Linda Marolla Bach                | Golden Raspberry Award for Worst Actress |
| 1991 | Stepping Out                                                       | Mavis Turner                      | |
| 1994 | A Century of Cinema                                                | (Chính mình)                      | Phim tài liệu |
| 1995 | Unzipped                                                           | (Chính mình, không được ghi danh) | Phim tài liệu |
| 2006 | The Oh in Ohio                                                     | Alyssa Donahue                    | |
| 2010 | Broadway: Beyond the Golden Age                                    | (Chính mình)                      | Phim tài liệu |
| 2010 | Sex and the City 2                                                 | Wedding Minister/Herself          | Ngôi sao khách mời Nominated – Golden Raspberry Award for Worst Supporting Actress |
| 2011 | Lady Gaga Presents the Monster Ball Tour: At Madison Square Garden | (Chính mình)                      | Vai diễn khách mời |
| 2013 | Smash                                                              | (Chính mình)                      | Vai diễn khách mời |

### Truyền hình
- 1965: The Dangerous Christmas of Red Riding Hood
- 1979: The Muppet Show (mùa 4)
- 1984: The Princess and the Pea (episode of the television anthology Faerie Tale Theatre)
- 1985: A Time to Live
- 1988: Sam Found Out: A Triple Play
- 1994: Parallel Lives
- 1995: The West Side Waltz
- 2003–05, 2013: Arrested Development As Lucille 2
- 2009: Drop Dead Diva
- 2013: Smash- The Surprise Party S2 Ep 10

### Đặc biệt
- 1964: Judy and Liza at the Palladium (với Judy Garland)
- 1970: Liza
- 1972: Liza with a "Z" — A Concert for Television
- 1974: Love from A to Z (với Charles Aznavour)
- 1980: Goldie and Liza Together (với Goldie Hawn)
- 1980: An Evening with Liza Minnelli
- 1986: Liza in London
- 1987: Minnelli on Minnelli: Liza Remembers Vincente (phim tài liệu)
- 1989: Frank, Liza & Sammy: The Ultimate Event (với Frank Sinatra và Sammy Davis, Jr.)
- 1992: Liza Live from Radio City Music Hall
- 1993: Liza & Friends: A Tribute to Sammy Davis, Jr. (với Charles Aznavour, Tom Jones, Jerry Lewis, và Cliff Richard)